# Sphecodes haladai
Sphecodes haladai (лат.) — вид одиночных пчёл из рода Sphecodes (триба Halictini, семейство Halictidae).

## Распространение
Казахстан, Центральная Азия.

## Описание
Длина тела самок 4,5—5,5 мм (самцы 4,0—5,0 мм). Общая окраска головы и груди чёрная; брюшко в основном красное (T1-T3). Отличается от близких видов (например, S. schwarzi, S. marginatus, S. sandykachis, S. larochei) менее развитыми тилоидами (покрывают примерно 1/2, редко 2/3, вентральной поверхности членик ов жгутика усика самцов; у других видов они покрывают до 3/4), а самки имеют менее поперечную голову (в 1,10–1.15 раза шире своей длины; у других видов до 1,25), плотно пунктированным первым тергитом брюшка. Слабоопушенные насекомые, тело почти голое. Самцы: клипеус чёрный, лицо с белым опушением ниже усиковых торули, вентральная поверхность члеников жгутика обычно несёт отчётливую зону сенсилл (тилоиды). Самки: лабрум с широким апикальным выступом без продольного валика; метабазитибиальная пластинка отсутствует; задние голени без корзиночки. Клептопаразиты других видов пчёл.